# Hommarting
Hommarting là một xã trong vùng Grand Est, thuộc tỉnh Moselle, quận Sarrebourg, tổng Sarrebourg. Tọa độ địa lý của xã là 48° 44' vĩ độ bắc, 07° 08' kinh độ đông. Hommarting nằm trên độ cao trung bình là m mét trên mực nước biển, có điểm thấp nhất là 257 mét và điểm cao nhất là 336 mét. Xã có diện tích 10,19 km², dân số vào thời điểm 2004 là 725 người; mật độ dân số là 71,8 người/km². Xã nằm khoảng 7 km về phía đông của Sarrebourg, thuộc Pháp từ năm 1661.

## Thông tin nhân khẩu
| 1962 | 1968 | 1975 | 1982 | 1990 | 1999 |
| ---- | ---- | ---- | ---- | ---- | ---- |
| 547  | 548  | 611  | 653  | 680  | 663  |